# Paarungsrad
Als Paarungsrad wird die Figur benannt, die Libellen während ihrer Paarung einnehmen. Das herzförmige Paarungsrad kommt vor allem aufgrund der Lage der Geschlechtsorgane zustande. Es kann besonders im Sommer an Gewässern bei verschiedenen Libellenarten beobachtet werden.
Die Geschlechts- und Begattungsorgane der Libellen liegen beim Männchen und beim Weibchen an jeweils vollkommen anderer Stelle. Die Männchen besitzen an der Bauchseite des 9. Hinterleibssegmentes die Ausführgänge der Keimdrüsen. Als Begattungsorgan dient ihnen allerdings eine Struktur am 2. und 3. Hinterleibssegment. Dieses besteht aus einer Höhlung im 2. Hinterleibssegment, welche am Rand meist mit einem Klammerapparat versehen ist. Das 3. Hinterleibssegment trägt eine Samenblase, die bei den Großlibellen in einen "Penis" mündet. Dieser ist an der Spitze mit einer löffelartigen Struktur ausgestattet. Die Weibchen besitzen die Öffnungen ihrer Geschlechtsorgane ebenfalls am 9. Segment; diese sind meist mit Teilen eines Legeapparates (Ovipositor) umstanden.
Vor der Begattung füllt das Männchen durch eine Krümmung des Hinterleibs die vorn gelegene Samenblase mit Spermien. Dabei hält es manchmal mit seiner Hinterleibszange (Cerci) das Weibchen hinter dem Kopf fest, manchmal ergreift er es auch erst später (Tandembildung). So festgehalten versucht das Weibchen nun, mit seinen Geschlechtsöffnungen das Begattungsorgan des Männchens zu erreichen und krümmt zu diesem Zweck den Hinterleib nach vorn. Die Klammervorrichtung des Männchens krallt sich in die Geschlechtsöffnung des Weibchens, und mit dem löffelförmigen Penis können eventuell noch vorhandene Spermienreste vorangegangener Paarungen aus den Geschlechtsöffnungen entfernt werden. Dabei entsteht das Paarungsrad.
Je nach Art kann diese Position zwischen einer halben Minute und mehreren Stunden beibehalten werden. Sie bleibt auch im Flug bestehen und häufig lässt das Männchen das Weibchen erst wieder los, wenn dieses die Eier in einem Gewässer abgelegt hat.

## Bilder

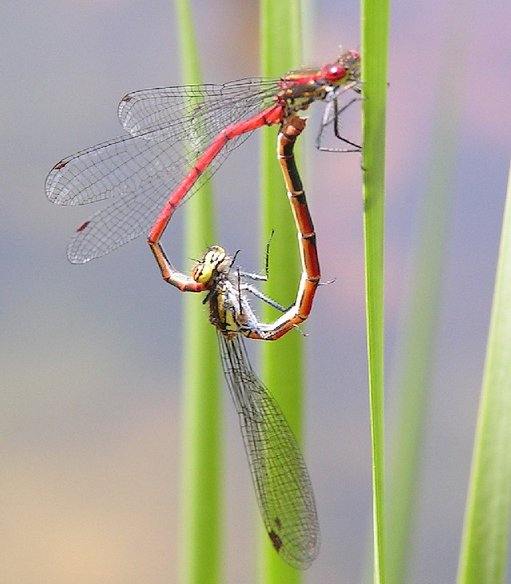
Paarungsrad frühe Adonislibelle
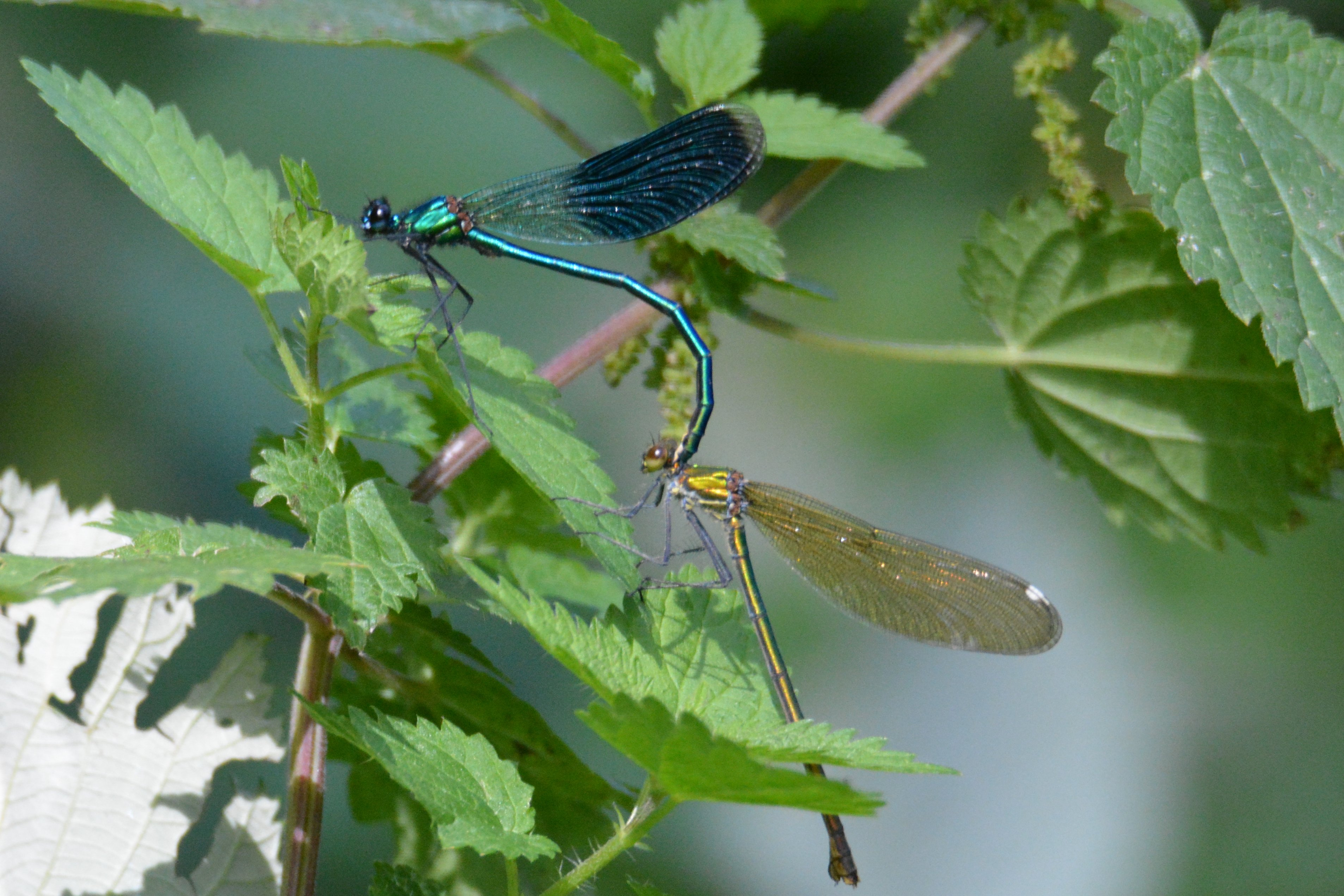
Das Männchen (blau) hat das Weibchen am Hals gepackt. Prachtlibellen im Naturschutzgebiet Wurmtal
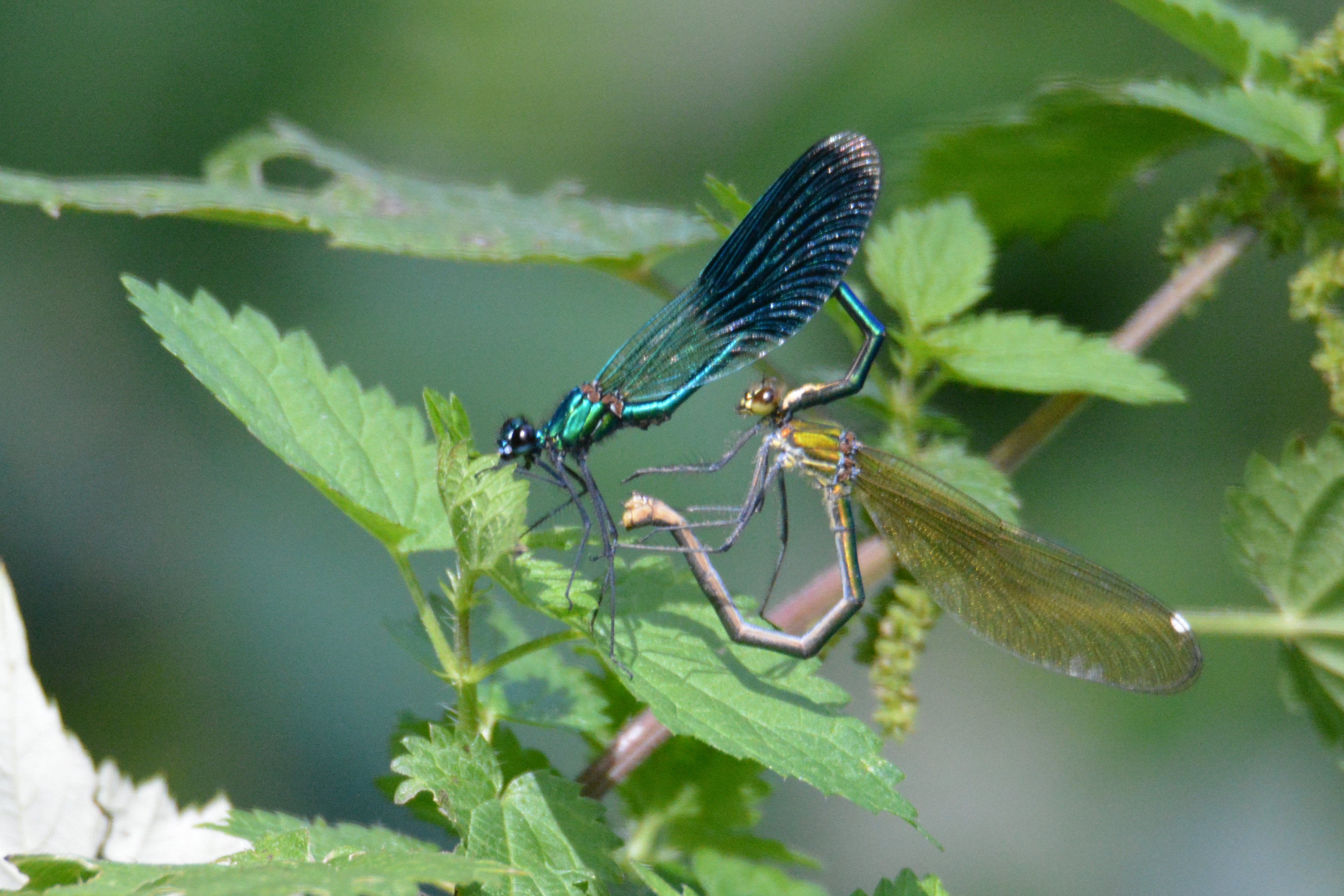
Das Weibchen versucht, mit seinen Geschlechtsöffnungen das Begattungsorgang des Männchens zu erreichen
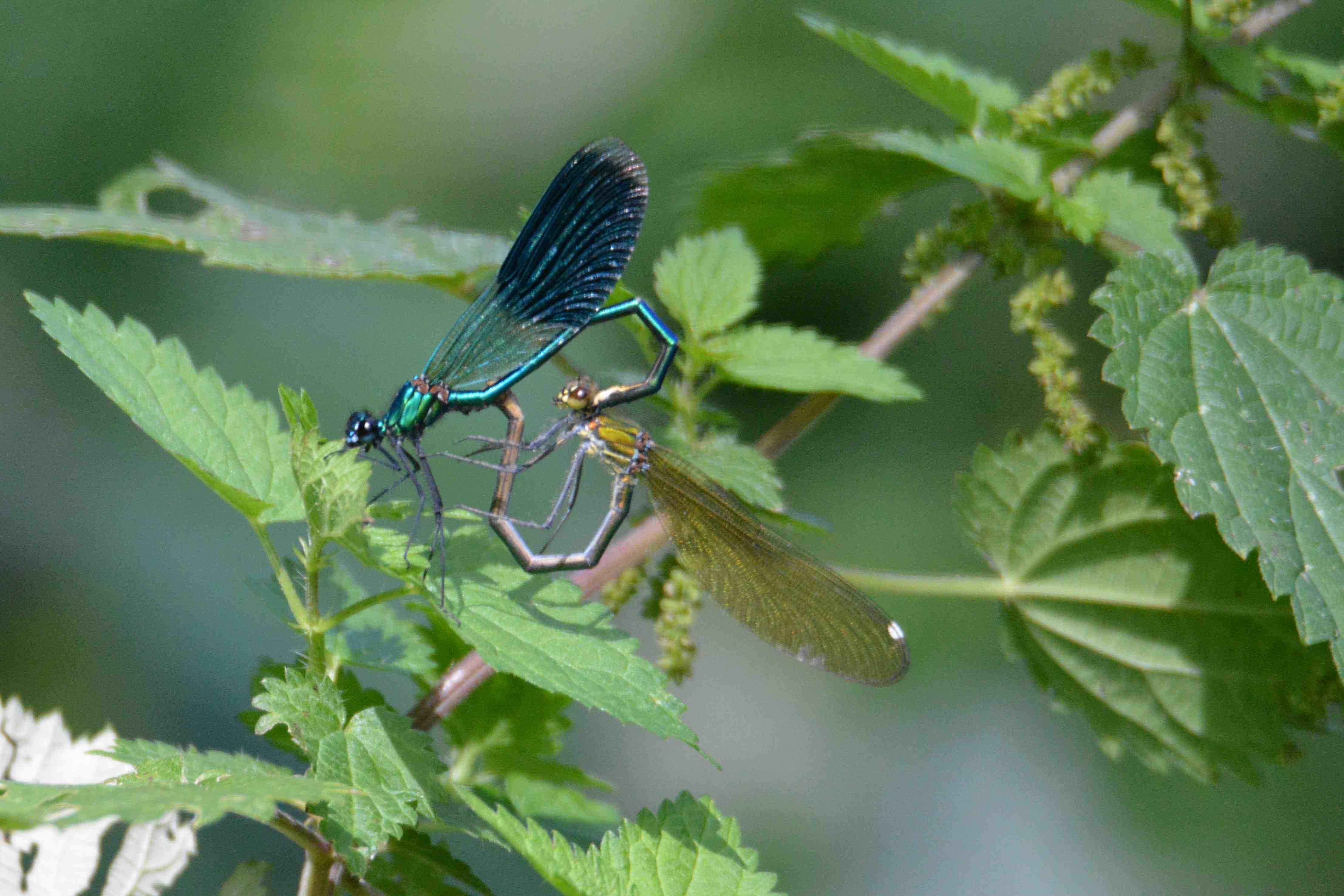
Die eigentliche Paarung beginnt gleich, das Rad wird dann geschlossen.
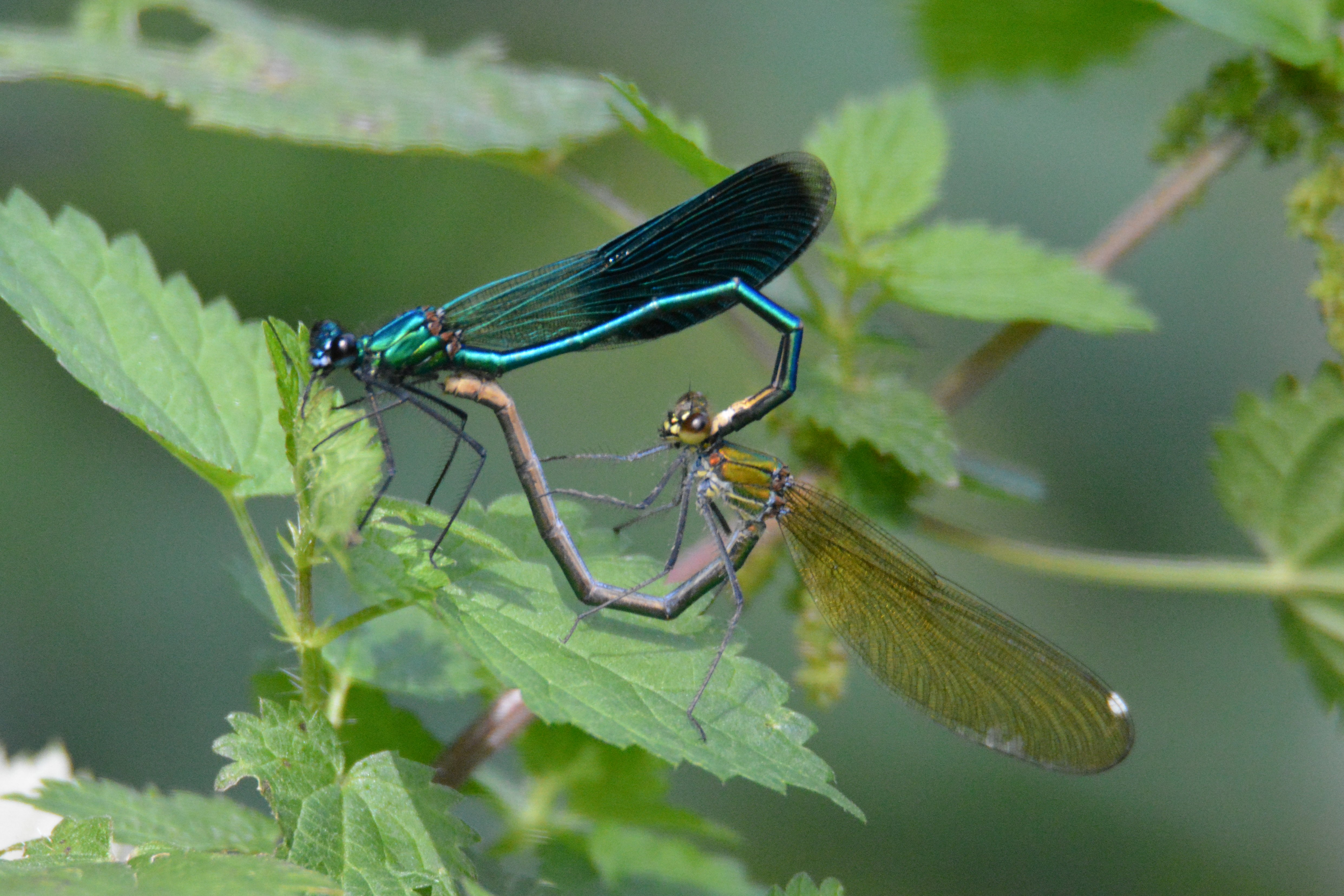
Das fertige Rad bleibt für mehr als eine halbe Stunde bestehen.
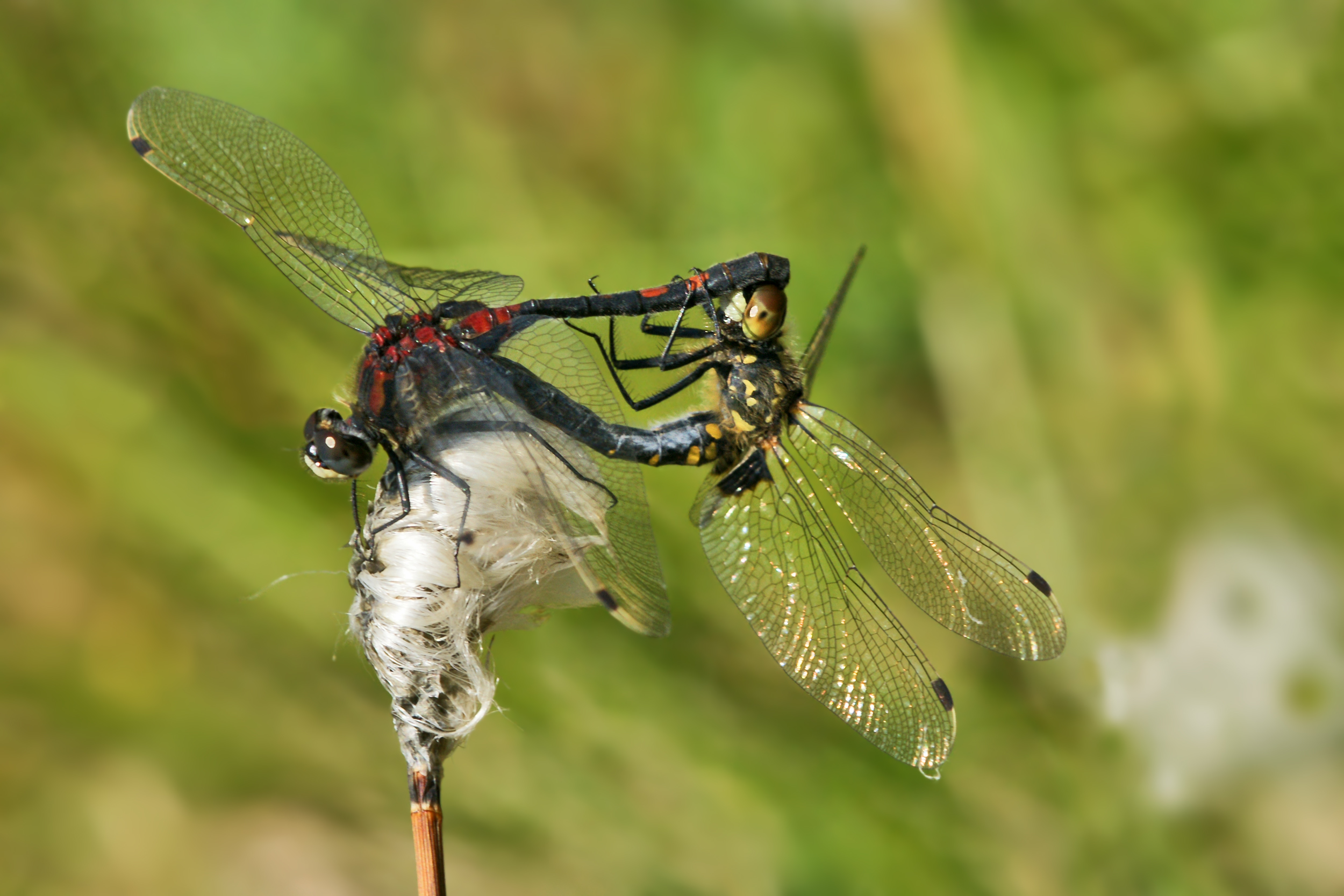
Moosjungfern auf einem Scheiden-Wollgras
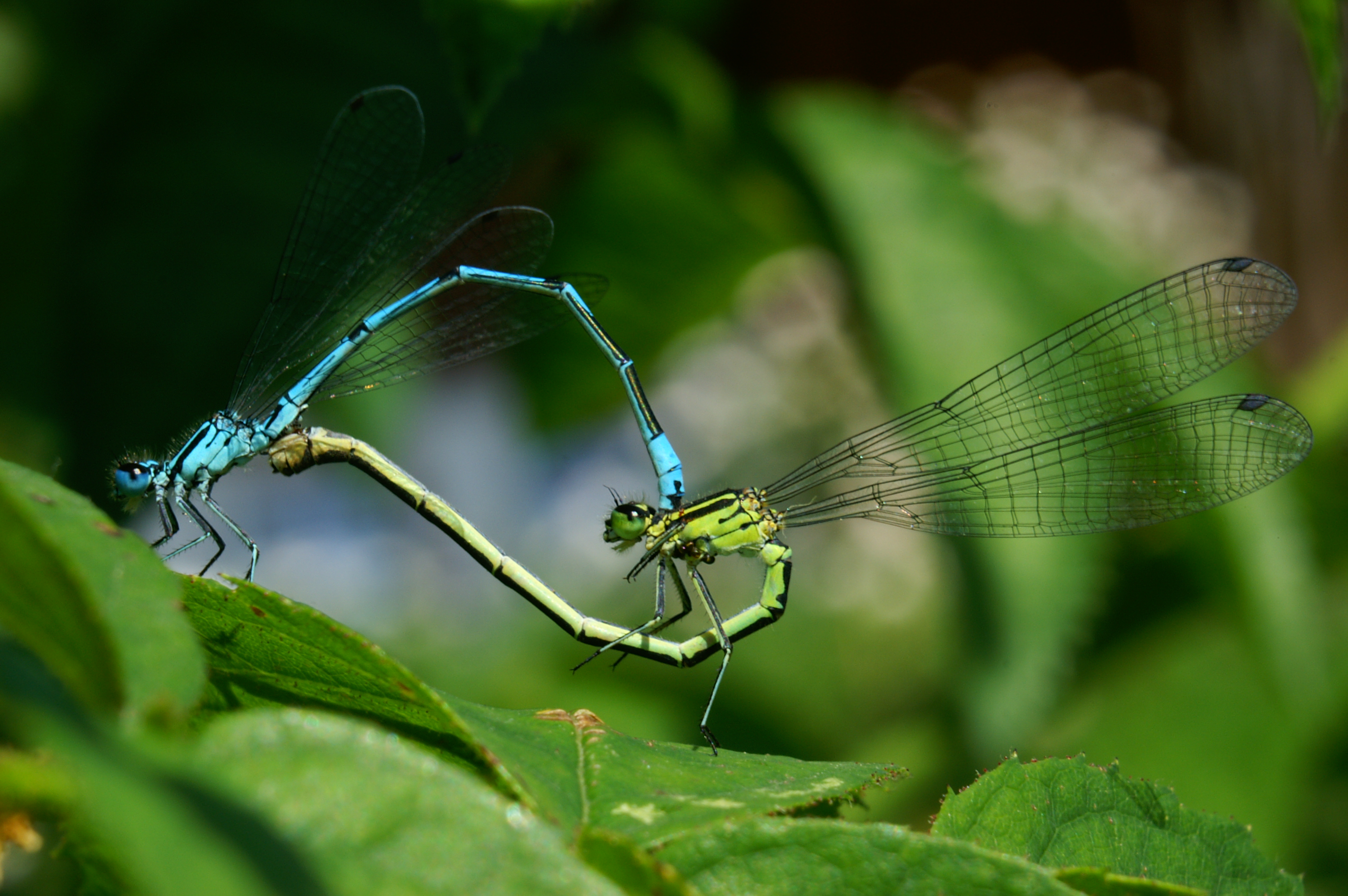
Paarungsrad Hufeisen-Azurjungfer
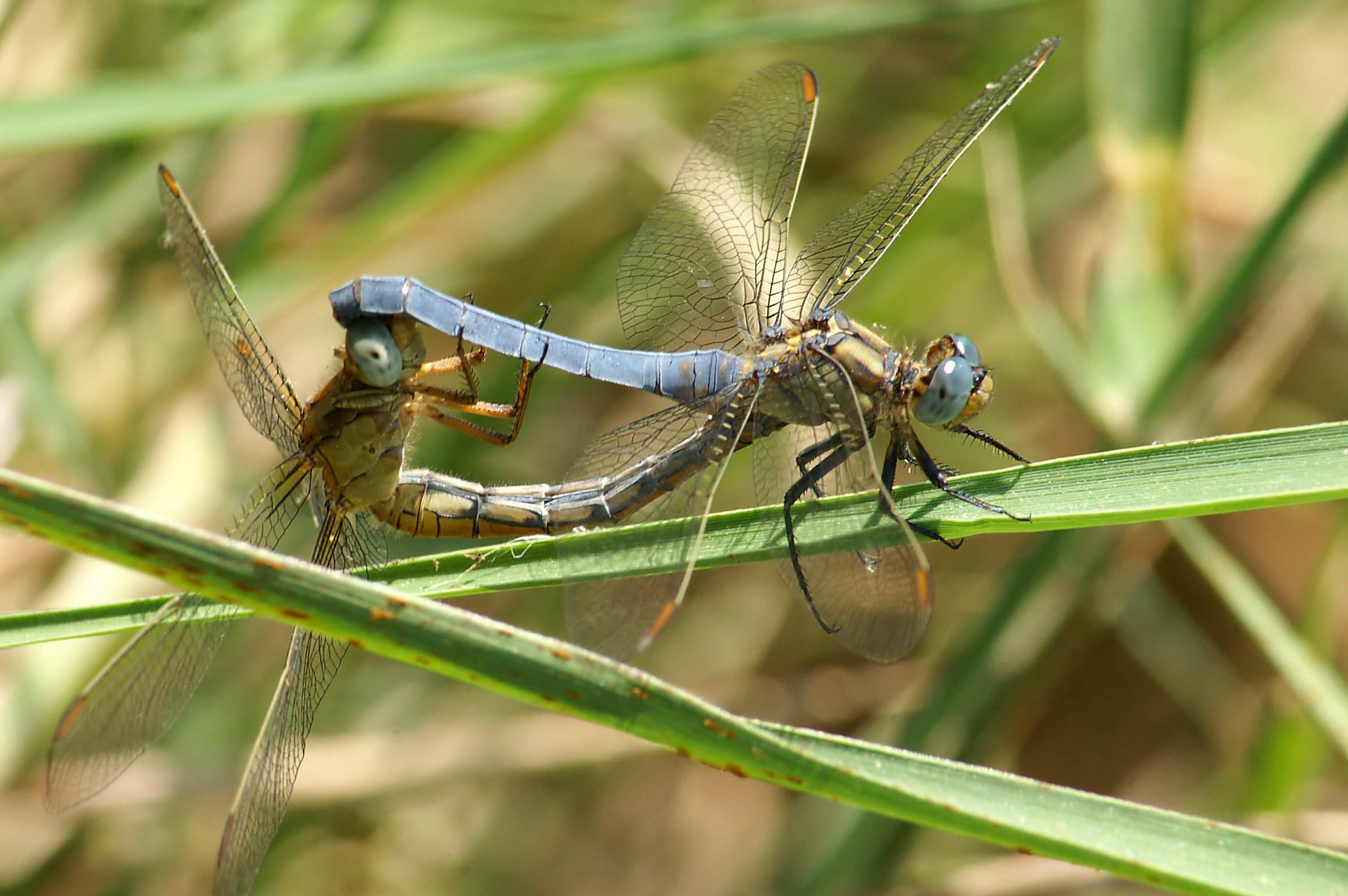
Paarungsrad kleiner Blaupfeil
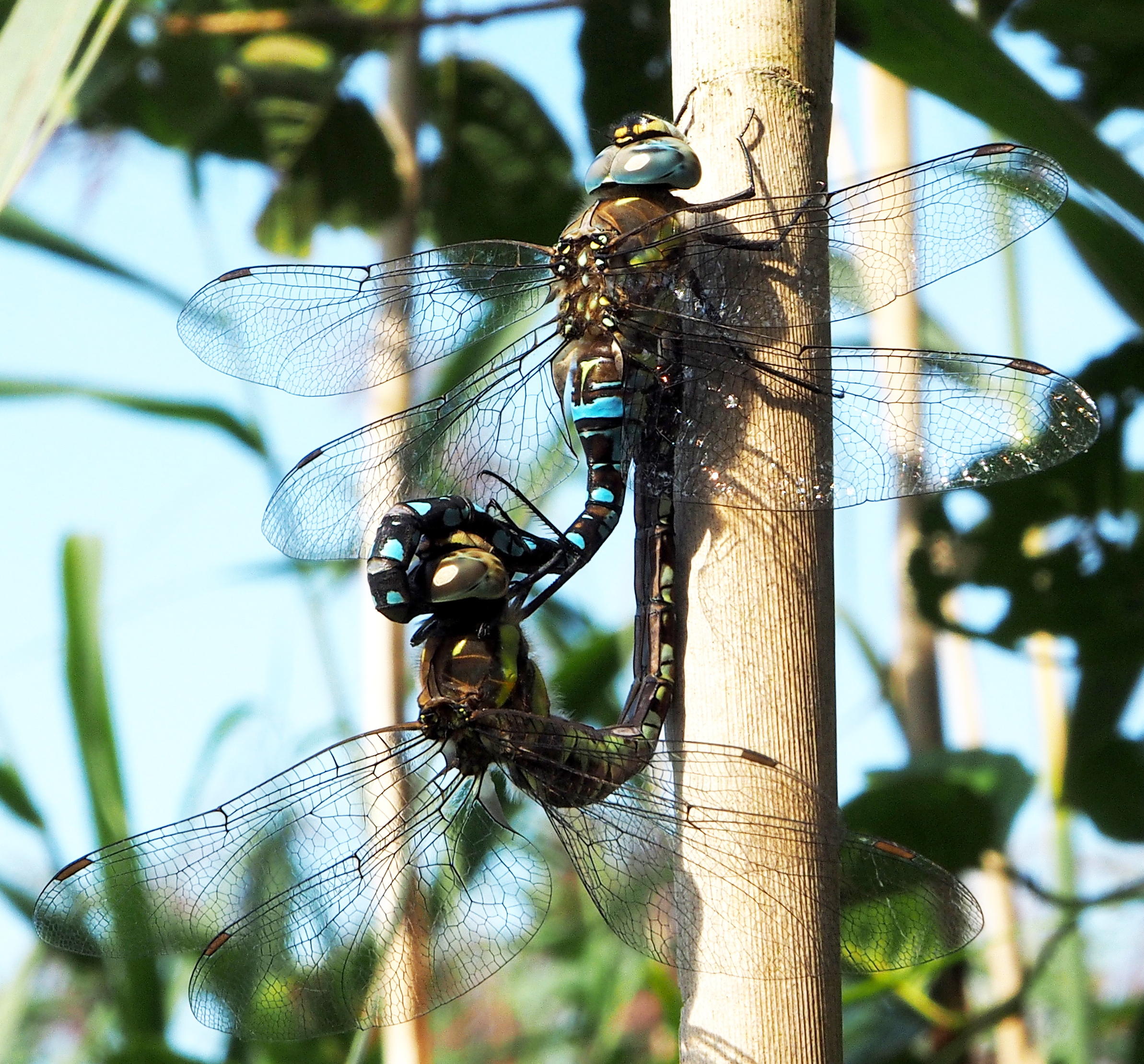
Herbst-Mosaikjungfer
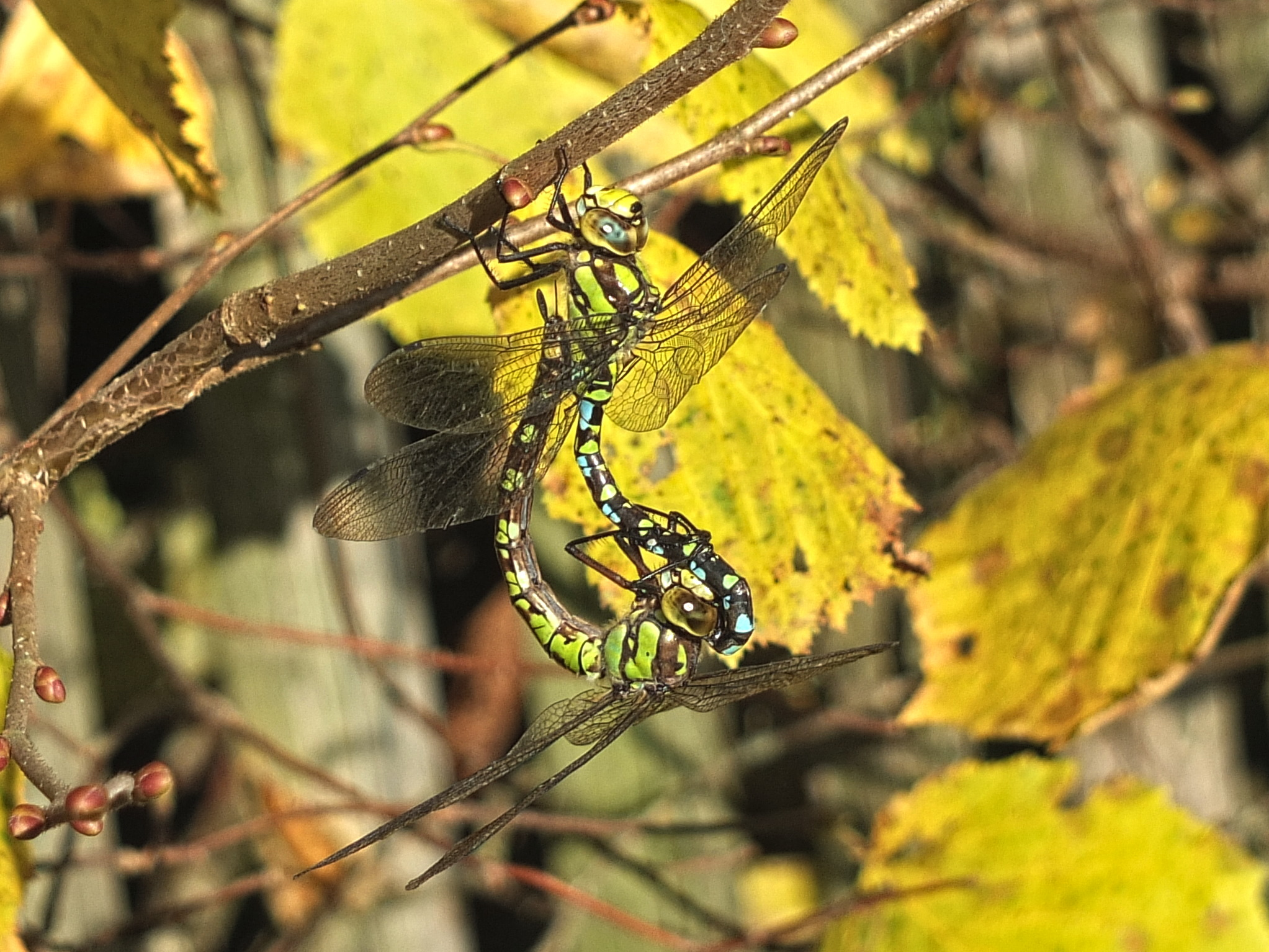
Blaugrüne Mosaikjungfer